# Lógica ingenua
La lógica ingenua es el orden que la razón humana sigue naturalmente en sus pasos para conocer las cosas. La razón humana procede con un determinado ordenamiento en todos sus actos. Al conducir la realización de una tarea, un juego, un viaje, una compra o cualquier otro quehacer humano, la inteligencia dispone un orden y un ritmo de unos actos con otros.

## Acercamiento a la verdad
El ser humano no actúa, como los animales, por el mero ímpetu de sus instintos. Para conocer la verdad, acto de meridiana competencia de la inteligencia, el ser humano ha de seguir también un orden, al que se llama orden lógico, orden racional, o lógica ingenua.

## Diversas actitudes
Ante la verdad caben diversas actitudes:
- Un orden pedagógico para enseñar la verdad, es necesario imponer un orden que parta de lo que el alumno sabe.
- Un orden retórico o persuasivo para convencer a otros, en el que se ha de despertar y mantener la atención, los sentimientos, el gusto del auditorio.
- Un orden lógico para el conocimiento de la verdad y/o de las cosas. Orden que mana primariamente de la misma naturaleza humana. Se trata de una manera de pensar adecuada a la inteligencia y a la realidad de las cosas, que se adquiere espontáneamente, por el empleo natural de la razón. Es la lógica natural humana, cuyo descuido, ocasiona un pensamiento confuso, ambiguo, o hasta falso.

## Transversalidad
El orden lógico ingenuo es común a todos los seres humanos. El empleo de la inteligencia es muy diverso, según las diferentes ciencias, características individuales, culturales, etc. En la lógica ingenua se hacen presentes muchos elementos culturales, que son la resultante de la civilización y de la educación alcanzada.El hombre primitivo tuvo menos desarrollados los recursos lógicos. No obstante, todo hombre naturalmente conoce, tiene ideas y razona de alguna manera. Existe un modo de pensar común ( sustento de la capacidad de comunicación) que se deriva de la propia naturaleza, y que puede ser desarrollado o cultivado en todas sus manifestaciones.